# Флеминг 1
Флеминг 1 (англ. Fleming 1) — необычная планетарная туманность, находящаяся в созвездии Центавра. Обладает парой джетов, простирающихся более чем на 2,8 пк и имеющих узловатую структуру. Джеты и узлы движутся от центра туманности и, вероятно, были испущены туманностью в период 10—16 тыс. лет назад. Внутренняя часть туманности имеет форму бабочки и погружена в слабое гало. Крылья бабочки указывают в направлении джетов, ось которых составляет угол 50° с лучом зрения. Область перегиба бабочки окружена тором из расширяющегося горячего газа, создающего внутренний яркий эллипс. Возраст туманности оценивается в 5000 лет.
Как и другие планетарные туманности, данный объект образовался при сбросе богатой водородом оболочки старой звездой асимптотической ветви гигантов, после чего сформировалось горячее ядро (молодой белый карлик) — центральная звезда туманности. В центре туманности Флеминг 1 температура центральной звезды равна  80000 ± 15000 K, масса  равна  0,56+0,3
−0,04 массы Солнца.
Наблюдения, проведённые в Европейской южной обсерватории, показали, что центральная звезда является вырожденной двойной звездой (состоит из двух белых карликов) с периодом  1,1953 ± 0,0002 суток. Звезда-компаньон, вероятно, старше и имеет массу от 0,64 до 0,7 масс Солнца. Температура составляет 120000 K, что создаёт избыточное количество фотонов с высокой энергией, необходимых для ионизации туманности. Джеты, вероятно, образовались в результате аккреции вещества со звезды на белый карлик. Аккреция привела к образованию прецессирующего аккреционного диска, выбрасывающего вещество вдоль оси вращения с образованием струй и узлов. Предыдущие этапы аккреции также объясняют высокую температуру второго белого карлика.